# Vytautas Arbačiauskas
Vytautas Arbačiauskas (* 13. Mai 1951 in Prienai) ist ein litauischer Politiker.

## Leben
Nach dem Abitur absolvierte Arbačiauskas 1975 das Diplomstudium an der Fakultät für Naturwissenschaft der Universität Vilnius in Vilnius. 1975 arbeitete er am Forschungsinstitut Kaunas als Ingenieur und Geologe. 1988 war er erster  Komsomol-Sekretär der Stadt. Danach absolvierte er die Parteihochschule der KPdSU in Leningrad und wurde erster Sekretär der Lietuvos komunistų partija in Kaunas. Von 1990 bis 1992 war er Direktor im Unternehmen UAB „Darsa“ und von 1992 bis 1996 Mitglied im Seimas. Ab 1997 arbeitete er als leitender Direktor und Vorstandsvorsitzende im Unternehmen AB „Malsena“.
Ab 1990 war Arbačiauskas Mitglied der Lietuvos demokratinė darbo partija und ab 2001 der Lietuvos socialdemokratų partija.
Arbačiauskas hat die Tochter Kristina und den Sohn Vytenis.